# Bertil Ståhl
Profª. Bertil Ståhl ( n. Suecia, 1957) es un botánico sueco, profesor de la "Real Academia de las Ciencias de Suecia", y participante en el grupo internacional APG II
.

## Publicaciones

### Libros
- bertil Ståhl, jovita Cislinski Yesilyurt, ghillean Tolmie Prance, clive anthony Stace, robert ralf Haynes, lauritz b. Holm-Nielsen, imogen Poole. 2009. Cyrillaceae: 71. Parte 27 de Flora of the Guianas: Phanerogams. Editor M. J. Jansen-Jacobs & Royal Botanic Gardens, 212 pp. ISBN 1842464183

- Xavier Cornejo, carmen Bonifaz, bertil Ståhl. 2003. 55 A. Nymphaeaceae. Número 70 de Flora of Ecuador. Editor Botanical Institute, Göteborg University, 31 pp. ISBN 9188896412

- bente Eriksen, bertil Ståhl, claes Persson, gunnar Harling, lennart Andersson. 2000. Flora of Ecuador: Polygalaceae. Volumen 102. Nº 65 de Flora of Ecuador. Editor Dept. of Systematic Botany, Göteborg University, 134 pp. ISBN 9188896218

- bertil Ståhl, piero giuseppe Delprete, lennart Andersson, charlotte Morley Taylor. 1999a. 162. Rubiaceae. Parte 3. Nº 62 de Flora of Ecuador. Editor Dept. of Systematic Botany, University of Göteborg, 320 pp. ISBN 8788702685

- -------------------. 1999b. Tropiska livsformer: märkliga anpassningar hos tropiska växter. Editor Jardín Botánico de Gotemburgo. 20 pp. ISBN 9187068303

- -------------------. 1991a. A revision of Clavija (Theophrastaceae). Nº 107 de Opera botanica. Editor Council for Nordic Publications in Botany, 77 pp. ISBN 8788702383

- -------------------. 1991b. 155. Symplocaceae ; 156. Oleaceae. Nº 43 de Flora of Ecuador. Editor Dept. of Systematic Botany, University of Göteborg, & Section for Botany, Riksmuseum, Stockholm, 58 pp. ISBN 8788702502

- -------------------, james l. Luteyn. 1990a. 149. Theophrastaceae ; 150. Primulaceae. Opera Botanica Series B, Nº 39 de Flora of Ecuador'. Editor Dept. of Systematic Botany, University of Göteborg & Section for Botany, Riksmuseum, Stockholm, 48 pp. ISBN 8788702421

- -------------------. 1990b. Taxonomic studies in the Theophrastaceae. Editor Dept. of Systematic Botany, University of Göteborg, 18 pp. ISBN 9186022504

- -------------------. 1985. Theophrastaceae. Volumen 4 de Flora del Paraguay: Angiospermae. Editor Conservatoire et jardin botaniques, Ville de Genève, 10 pp.

- -------------------. 1977. Europarådet. Nº 10 de Världspolitikens dagsfrågor. Editor Utrikespolitiska institutet, 31 pp. ISBN 9171822682